# Головачі
Головачі́ — село в Україні, у Річківській сільській громаді Сумського району Сумської області. Населення становить 30 осіб. До 2018 орган місцевого самоврядування - Вирівська сільська рада.

## Географія
Розташоване на відстані 1 км від річки Вир. Примикає до села Кравченкове, за 2 км розташовані села Горобівка, Барило та Вири. 
Поруч пролягає автомобільний шлях Т 1908.

## Історія
За даними на 1864 рік на казенному хуторі Головачів Прорубської волості Сумського повіту Харківської губернії мешкало 75 осіб (36 чоловічої статі та 39 — жіночої), налічувалось 19 дворових господарств. 
Село постраждало внаслідок геноциду українського народу, проведеного урядом СРСР 1923-1933 та 1946-1947 роках.
12 червня 2020 року, відповідно до Розпорядження Кабінету Міністрів України № 723-р «Про визначення адміністративних центрів та затвердження територій територіальних громад Сумської області» увійшло до складу Річківської сільської громади.
19 липня 2020 року, в результаті адміністративно-територіальної реформи та ліквідації  Білопільського району, село увійшло до складу новоутвореного Сумського району.

## Населення

### Мова
Розподіл населення за рідною мовою за даними :
| Мова       | Кількість | Відсоток |
| ---------- | --------- | -------- |
| українська | 27        | 90%      |
| російська  | 3         | 10%      |
| Усього     | 30        | 100%     |